# Cavia aperea
La cavia brasiliana (Cavia aperea Erxleben, 1777), nota come preá in portoghese, è un roditore della famiglia Caviidae, diffusa in America del sud.

## Descrizione
La sua corporatura è più stretta e lunga di quella della cavia domestica.

## Distribuzione e habitat
Vive in Argentina, Bolivia, Brasile, Colombia, Ecuador, Guyana, Paraguay, Perù, Suriname, Uruguay e Venezuela.

## Biologia
Cavia aperea è un animale notturno.
La specie è stata fatta accoppiare con Cavia porcellus con successo, nonostante molte femmine delle generazioni successive siano diventate sterili.